# Trung An, Vũng Liêm
Trung An là một xã cũ thuộc huyện Vũng Liêm, tỉnh Vĩnh Long, Việt Nam.

## Địa lý
Xã Trung An có diện tích 13,97 km², dân số năm 1999 là 6.756 người, mật độ dân số đạt 484 người/km².

## Hành chính
Xã Trung An được chia thành 6 ấp: An Hậu, An Lạc I, An Lạc II, An Phước, Trung Hòa I, Trung Hòa II.

## Lịch sử
Ngày 6 tháng 12 năm 2019, Hội đồng Nhân dân tỉnh Vĩnh Long ban hành Nghị quyết 228/NQ-HĐND về việc sáp nhập toàn bộ ấp An Phú vào ấp An Hậu.